# 新井章治
新井 章治（あらい しょうじ、1881年（明治14年）12月8日 - 1952年（昭和27年）9月1日）は、日本の実業家。元・東京電力会長。元・日本発送電総裁。

## 経歴
埼玉県大里郡大麻生村（現熊谷市）に篤農家だった新井健吉の長男として出生。1905年に早稲田大学大学部政治経済学科を卒業。秩父鉄道勤務を経て日本鉄道に入社するも病気で退社し、加療の後に義父の葉住利蔵が経営していた利根発電へ1913年に入社して取締役支配人となる。1921年に利根発電が東京電燈に吸収合併されてからは前橋支店長から本社で営業部次長となり1933年に取締役営業部長に就任してから常務取締役（1936年）・副社長（1937年）を歴任した。この間横浜市への贈賄容疑で逮捕・起訴されるも無罪が確定している。
1940年に東電社長だった小林一三が商工大臣として第2次近衛内閣に入閣することに伴い、東京電燈社長に昇格。更に会長も兼務して1942年の配電統制令による解散を迎える。東電解散後は東電など関東地方の電力会社が合併された関東配電社長となるが、翌1943年に日本発送電総裁に就任し1947年に公職追放で辞職するまでその座にあった。
戦後に日発は解体され関配と設備や人員を再編する形で東京電力が設立されるものの、初代会長だった新木栄吉（元日銀総裁）が駐米大使になるのに伴い旧東電関係から請われる形で会長に迎えられる。しかし会長就任前後から病状が悪化し就任数ヵ月後の1952年9月1日に死去、旧東電・日発時代の部下だった安蔵弥輔社長が会長に昇格し同じ旧東電出身で最後の関配社長だった高井亮太郎が後任の社長となった。

## 人物
趣味は碁。宗教は真言宗。住所は東京荏原区小山町（現品川区小山）。

## 家族・親族
新井家
- 父・健吉（1857年 - ?、埼玉県平民、篤農家）[7][8]
- 母・とよ（1860年 - ?、埼玉県、小野澤金平の二女）[7]
- 弟
  - 信太郎[3]
  - 睦治[3]
- 妹
  - ひで（1886年 - ?、木元理喜の妻）[3]
  - 千代（1889年 - ?、倉上由一の妻）[3]
  - ハル（1896年 - ?、萩野晴太郎の妻）[3]
- 妻・ひさ（1889年 - ?、群馬県、葉住利蔵の長女）[3]
- 長男・泰治（1908年 - ?、東横電鉄社員）[3]
  - 同妻・経子（島根県士族・櫻内幸雄の四女）[3]
- 長女・ゑつ（1911年 - ?、田村作太郎の二男専之助の妻）[3]
- 二女（1914年 - ?）[7]
- 三女・三枝子（長野県人・岩波益雄の弟千春の妻）[3]
- 四女（1920年 - ?、吉國一郎の妻）[6][7]
- 叔父・喜代松（分家）[9]
- 叔母・すみ（北彌四郎の二男庄三郎の妻）[9]

親戚
- 葉住利蔵（元利根発電社長、元衆議院議員）[6]
- 櫻内乾雄（元中国電力会長）[6]
- 櫻内幸雄（商工大臣、農林大臣、大蔵大臣など歴任）[6]
- 櫻内義雄（通産大臣、外務大臣、衆議院議長など歴任）
- 岩波千春（元中部電力取締役）[6]
- 岩波益雄（元日本光学相談役）
- 吉國一郎（元内閣法制局長官、元プロ野球コミッショナー）[6]